# Représentations diplomatiques de la Moldavie

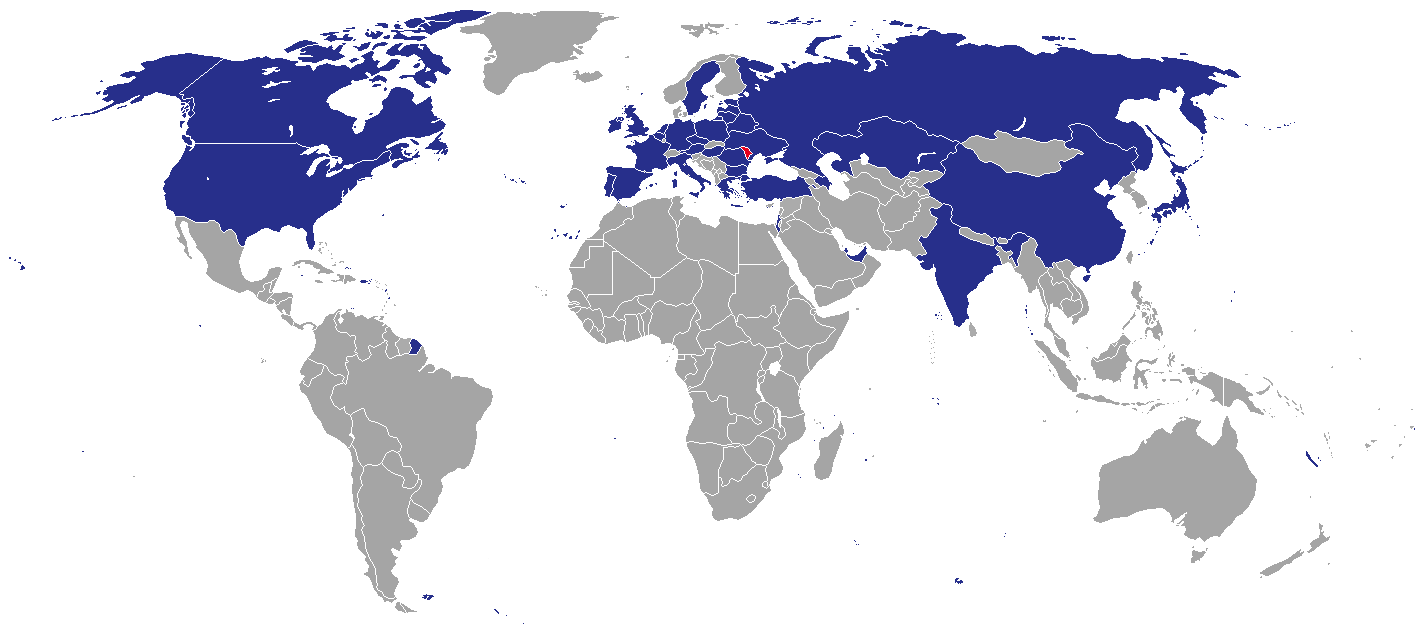
Pays avec des représentations diplomatiques moldaves.

Ceci est une liste des représentations diplomatiques de la Moldavie.
Le pays enclavé de Moldavie, situé entre la Roumanie et l'Ukraine, compte une poignée d'ambassades, principalement situées en Europe.

## Amérique
| Pays hôte  | Ville hôte | Représentation   | Accréditations | Références |
| ---------- | ---------- | ---------------- | -------------- | ---------- |
| Canada     | Ottawa     | Ambassade        |                | [ 1 ]      |
| États-Unis | Washington | Ambassade (en)   | - Mexique      | [ 1 ]      |
| États-Unis | Chicago    | Consulat général | - Mexique      | [ 2 ]      |
| États-Unis | Sacramento | Consulat général | - Mexique      | [ 2 ]      |

## Asie
| Pays hôte           | Ville hôte     | Représentation   | Accréditations              | Références |
| ------------------- | -------------- | ---------------- | --------------------------- | ---------- |
| Azerbaïdjan         | Bakou          | Ambassade        | - Géorgie - Iran            | [ 1 ]      |
| Chine               | Pékin          | Ambassade        | - Viêt Nam                  | [ 1 ]      |
| Émirats arabes unis | Abou Dabi      | Ambassade        | - Arabie saoudite - Bahreïn | [ 1 ]      |
| Inde                | New Delhi      | Ambassade        |                             | [ 3 ]      |
| Israël              | Tel Aviv-Jaffa | Ambassade        |                             | [ 1 ]      |
| Japon               | Tokyo          | Ambassade        | - Corée du Sud              | [ 1 ]      |
| Kazakhstan          | Astana         | Ambassade        |                             | [ 4 ]      |
| Qatar               | Doha           | Ambassade        | - Koweït - Oman             | [ 1 ]      |
| Turquie             | Ankara         | Ambassade        | - Égypte - Liban            | [ 1 ]      |
| Turquie             | Istanbul       | Consulat général | - Égypte - Liban            | [ 1 ]      |

## Europe
| Pays hôte          | Ville hôte | Représentation   | Accréditations                            | Références |
| ------------------ | ---------- | ---------------- | ----------------------------------------- | ---------- |
| Allemagne          | Berlin     | Ambassade (en)   | - Danemark                                | [ 1 ]      |
| Allemagne          | Francfort  | Consulat général | - Danemark                                | [ 1 ]      |
| Autriche           | Vienne     | Ambassade        | - Slovaquie                               | [ 1 ]      |
| Belgique           | Bruxelles  | Ambassade        | - Luxembourg                              | [ 1 ]      |
| Biélorussie        | Minsk      | Ambassade        |                                           | [ 1 ]      |
| Bulgarie           | Sofia      | Ambassade        | - Albanie - Macédoine du Nord             | [ 1 ]      |
| Espagne            | Madrid     | Ambassade        | - Algérie - Andorre - Tunisie             | [ 1 ]      |
| Estonie            | Tallinn    | Ambassade        |                                           | [ 1 ]      |
| France             | Paris      | Ambassade        | - Monaco                                  | [ 1 ]      |
| Grèce              | Athènes    | Ambassade (en)   | - Chypre                                  | [ 1 ]      |
| Hongrie            | Budapest   | Ambassade        | - Bosnie-Herzégovine - Croatie - Slovénie | [ 1 ]      |
| Irlande            | Dublin     | Ambassade        |                                           | [ 1 ]      |
| Italie             | Rome       | Ambassade        | - Malte - Saint-Marin                     | [ 1 ]      |
| Italie             | Milan      | Consulat général | - Malte - Saint-Marin                     | [ 1 ]      |
| Italie             | Padoue     | Consulat         |                                           | [ 1 ]      |
| Lettonie           | Riga       | Ambassade        |                                           | [ 1 ]      |
| Lituanie           | Vilnius    | Ambassade        |                                           | [ 1 ]      |
| Pays-Bas           | La Haye    | Ambassade        |                                           | [ 1 ]      |
| Pologne            | Varsovie   | Ambassade        |                                           | [ 1 ]      |
| Portugal           | Lisbonne   | Ambassade        | - Maroc                                   | [ 1 ]      |
| République tchèque | Prague     | Ambassade        |                                           | [ 1 ]      |
| Roumanie           | Bucarest   | Ambassade (en)   | - Monténégro - Serbie                     | [ 1 ]      |
| Roumanie           | Iași       | Consulat général | - Monténégro - Serbie                     | [ 1 ]      |
| Royaume-Uni        | Londres    | Ambassade (en)   |                                           | [ 1 ]      |
| Russie             | Moscou     | Ambassade (en)   | - Kirghizistan - Tadjikistan              | ,          |
| Suède              | Stockholm  | Ambassade        | - Finlande - Islande - Norvège            | [ 1 ]      |
| Ukraine            | Kiev       | Ambassade (en)   | - Arménie - Ouzbékistan - Turkménistan    | [ 1 ]      |
| Ukraine            | Odessa     | Consulat général | - Arménie - Ouzbékistan - Turkménistan    | [ 1 ]      |
|                    |            | Embassy          |                                           |            |

## Organisations internationales
- Bruxelles (représentation auprès des Communautés européennes)
- Genève (délégation générale)
- New York (représentation auprès des Nations unies)
- Strasbourg (représentation auprès du Conseil de l'Europe)
- Vienne (OSCE)

## Galerie

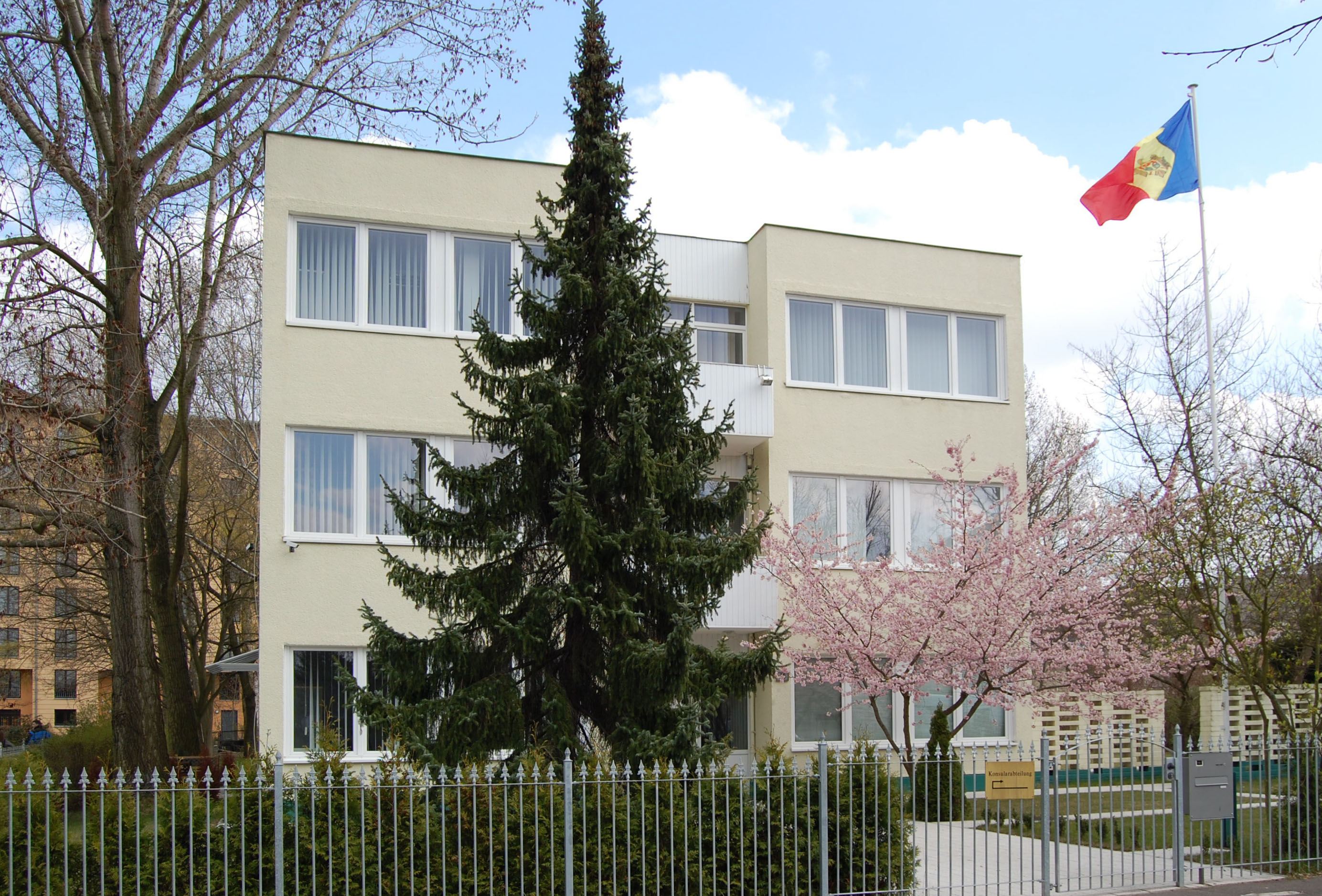
Ambassade à Berlin.
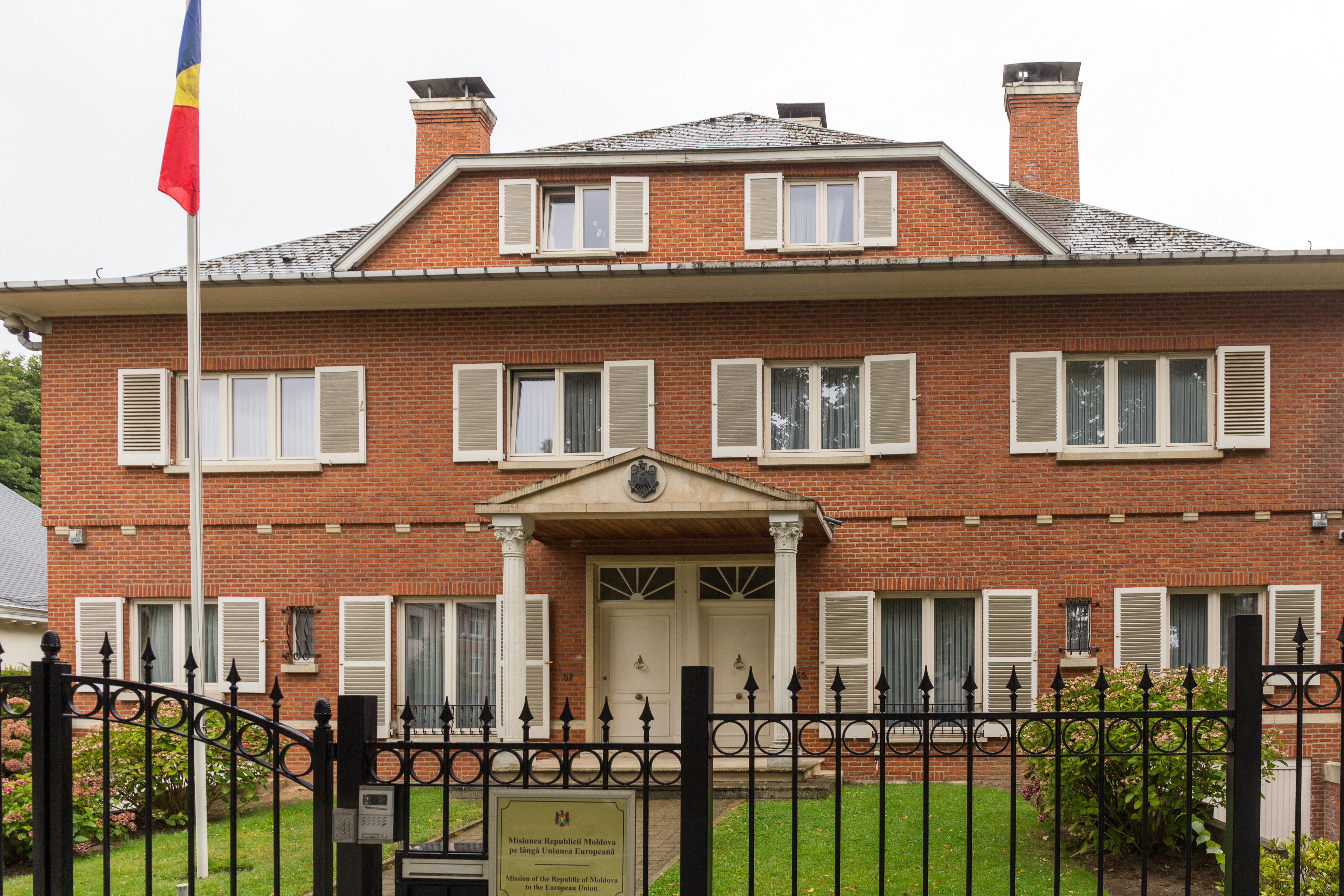
Ambassade à Bruxelles.
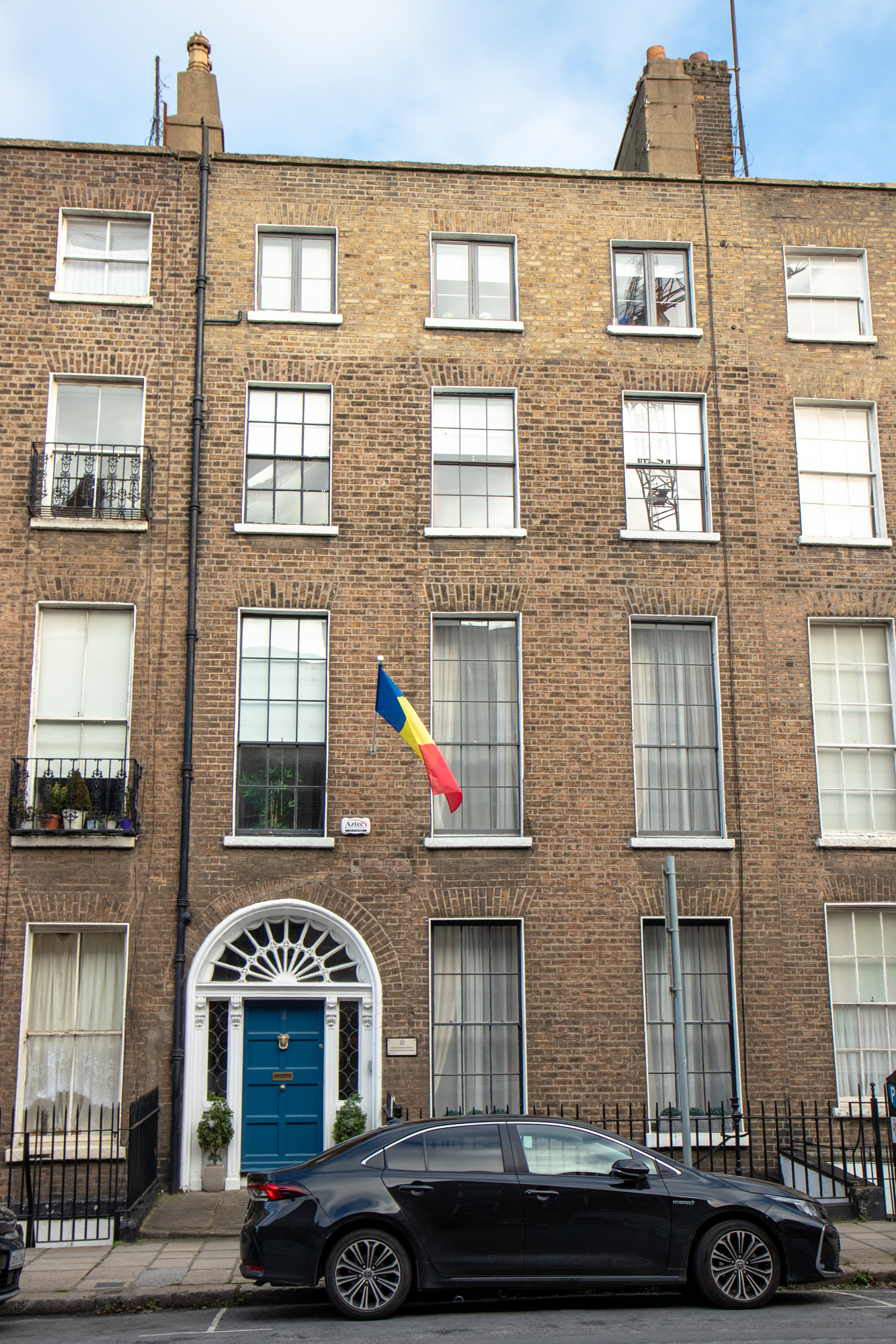
Ambassade à Dublin.
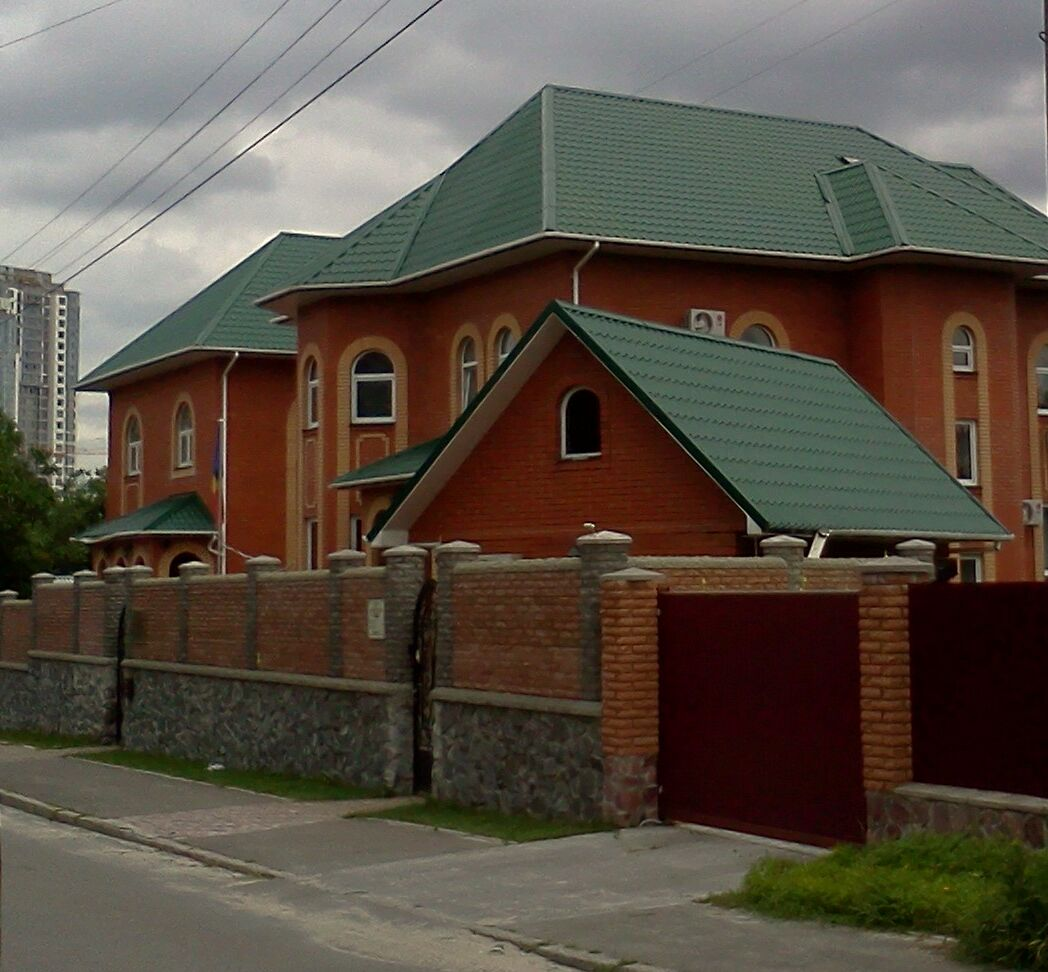
Ambassade à Kiev.
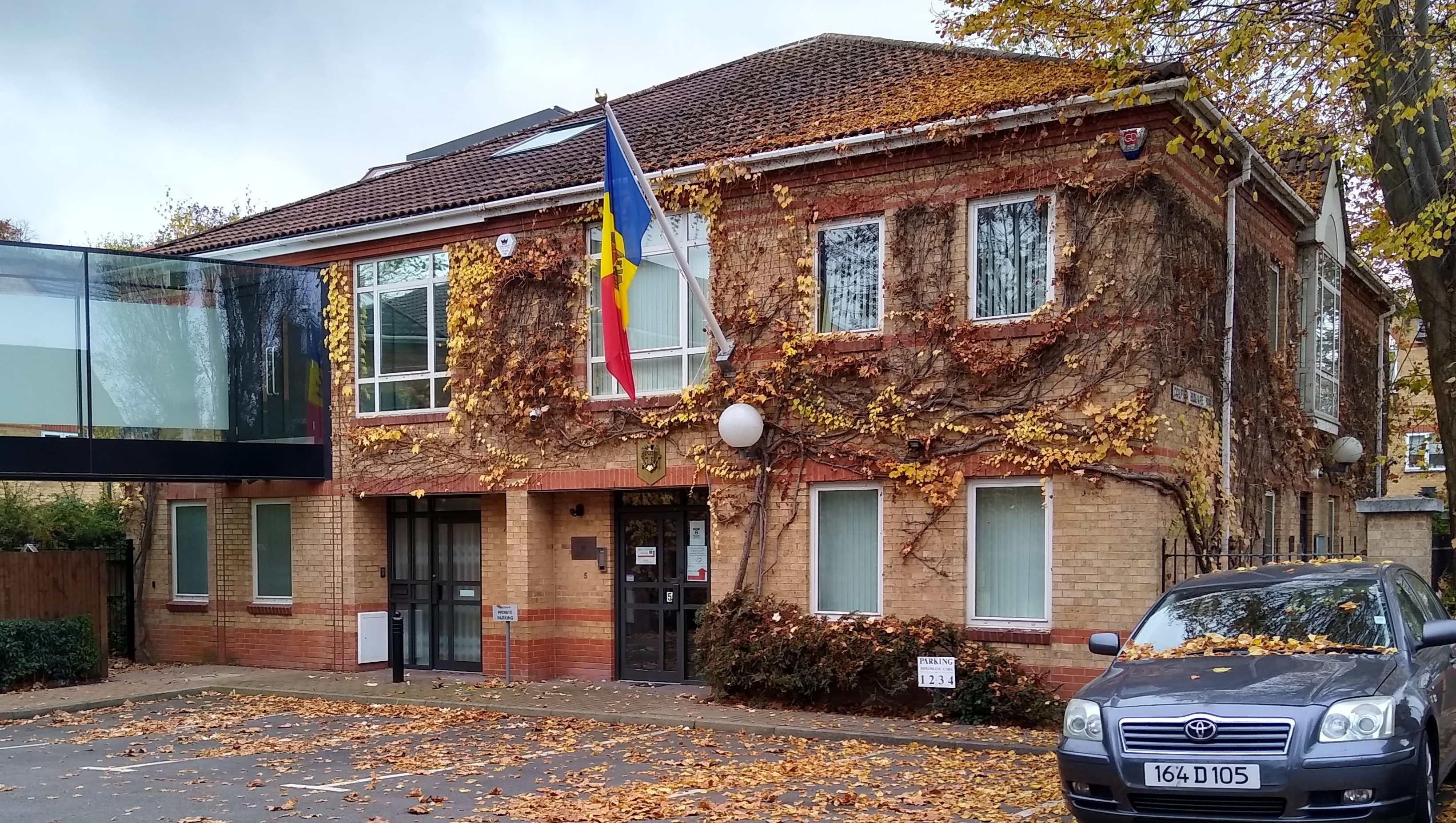
Ambassade à Londres.
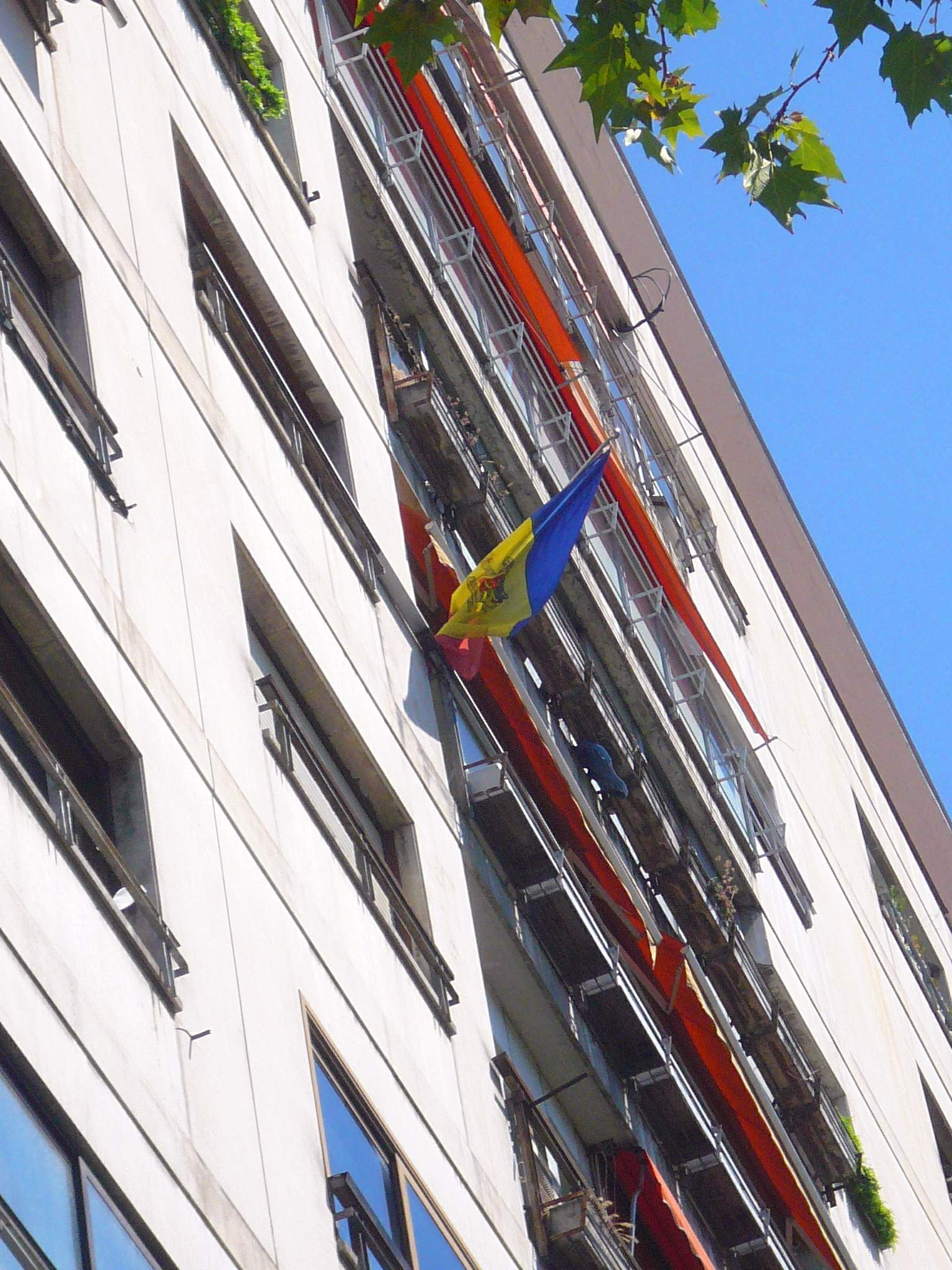
Ambassade à Madrid.
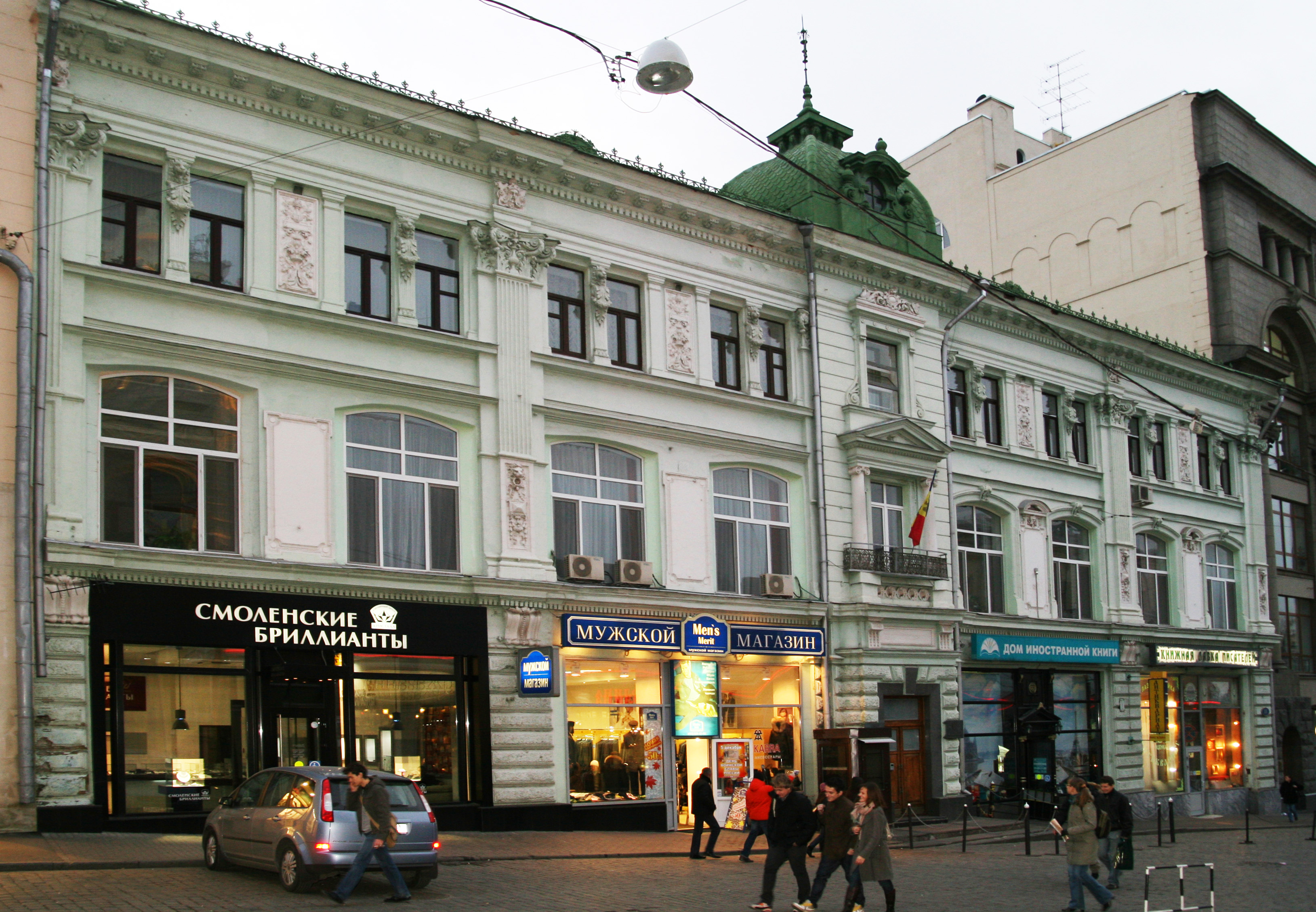
Ambassade à Moscou.
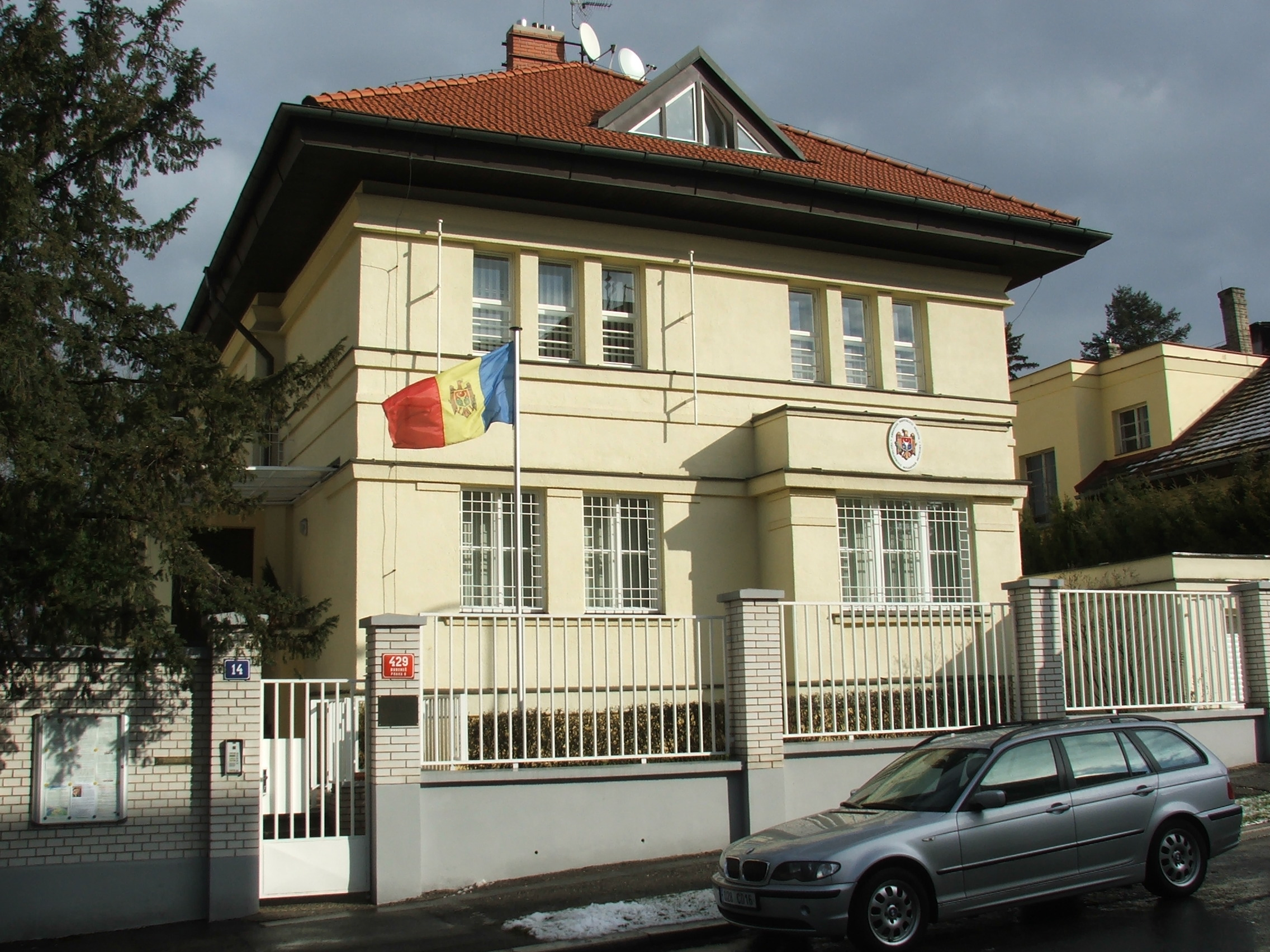
Ambassade à Prague.
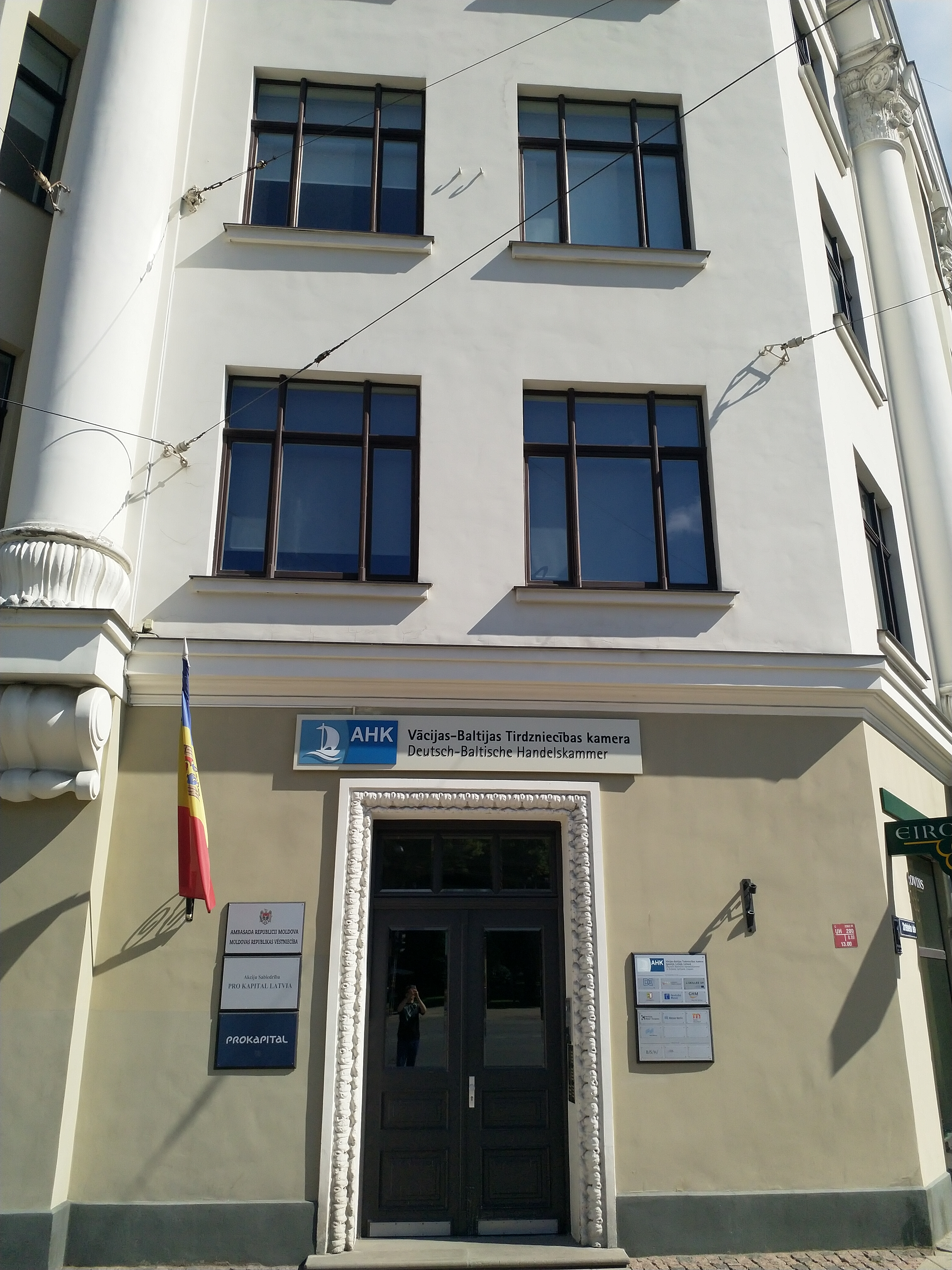
Ambassade à Riga.
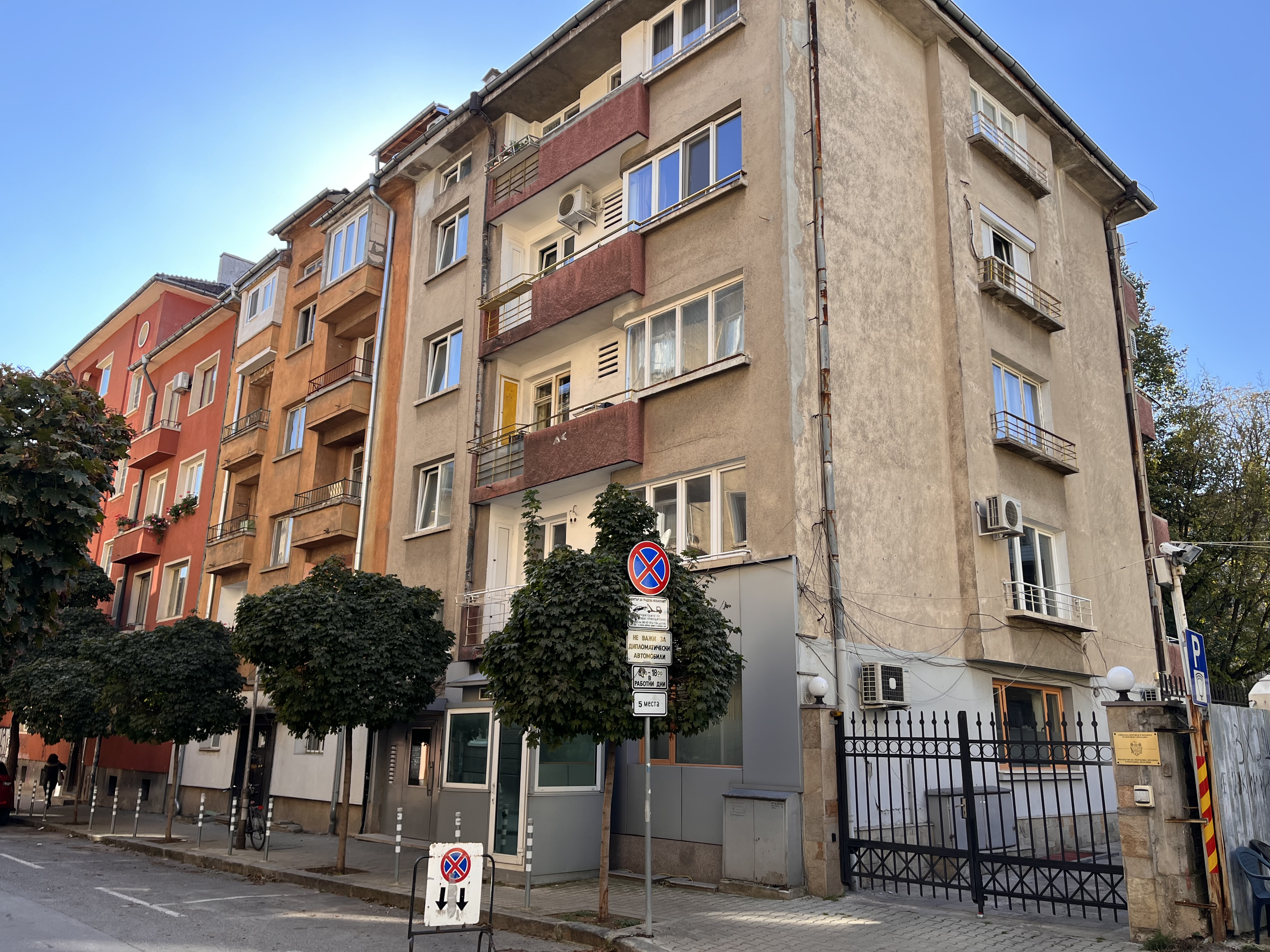
Ambassade à Sofia.
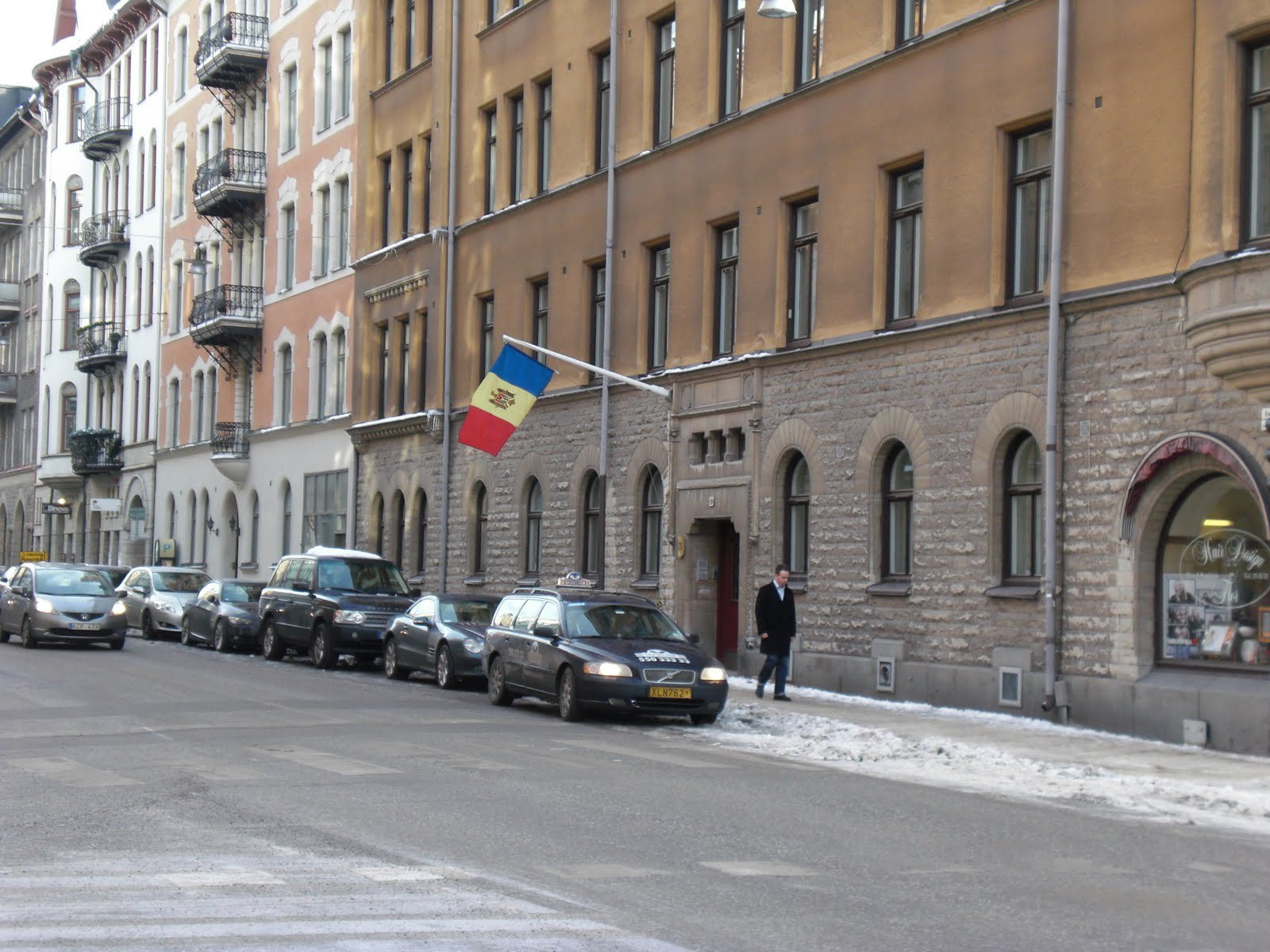
Ambassade à Stockholm.
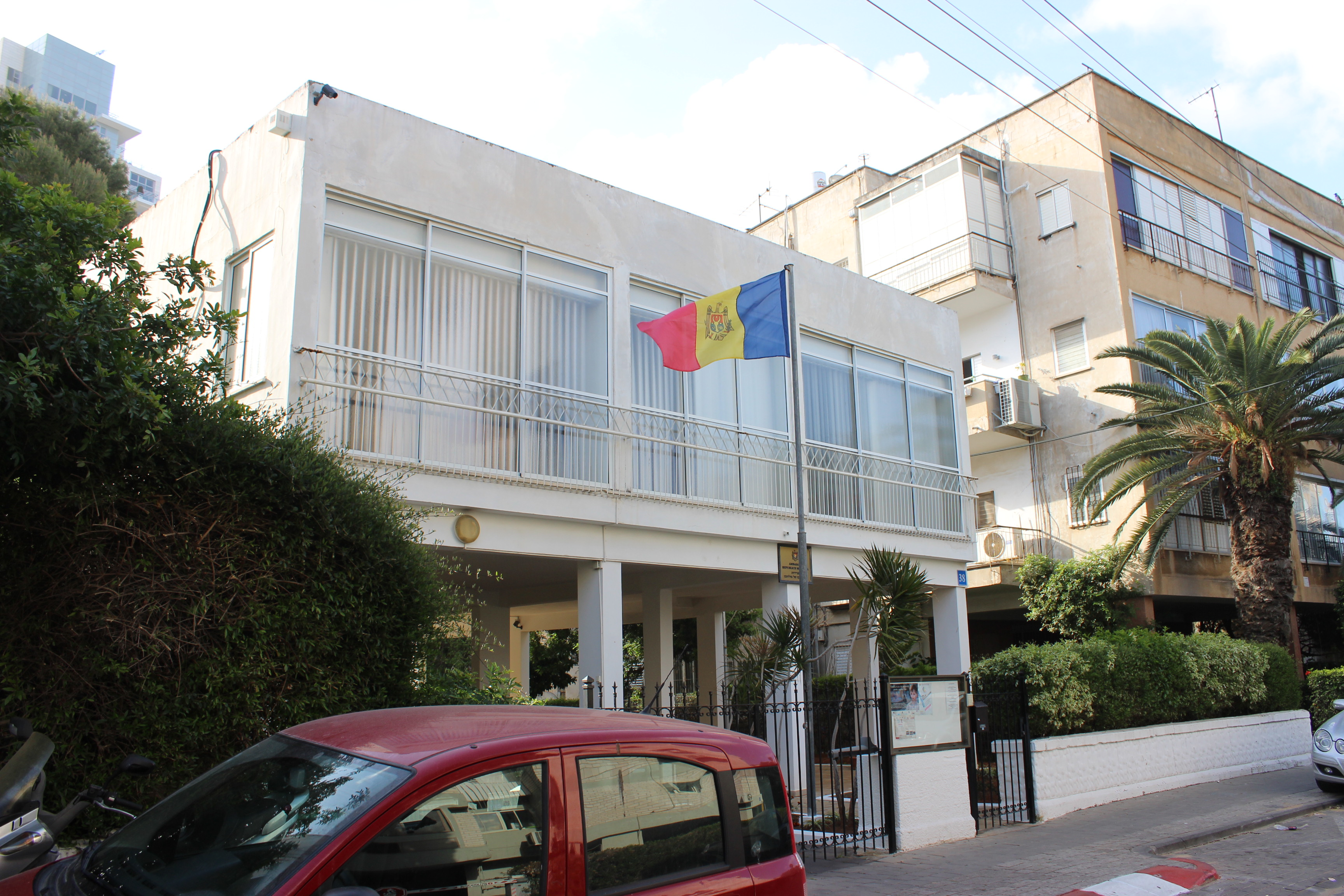
Ambassade à Tel-Aviv.
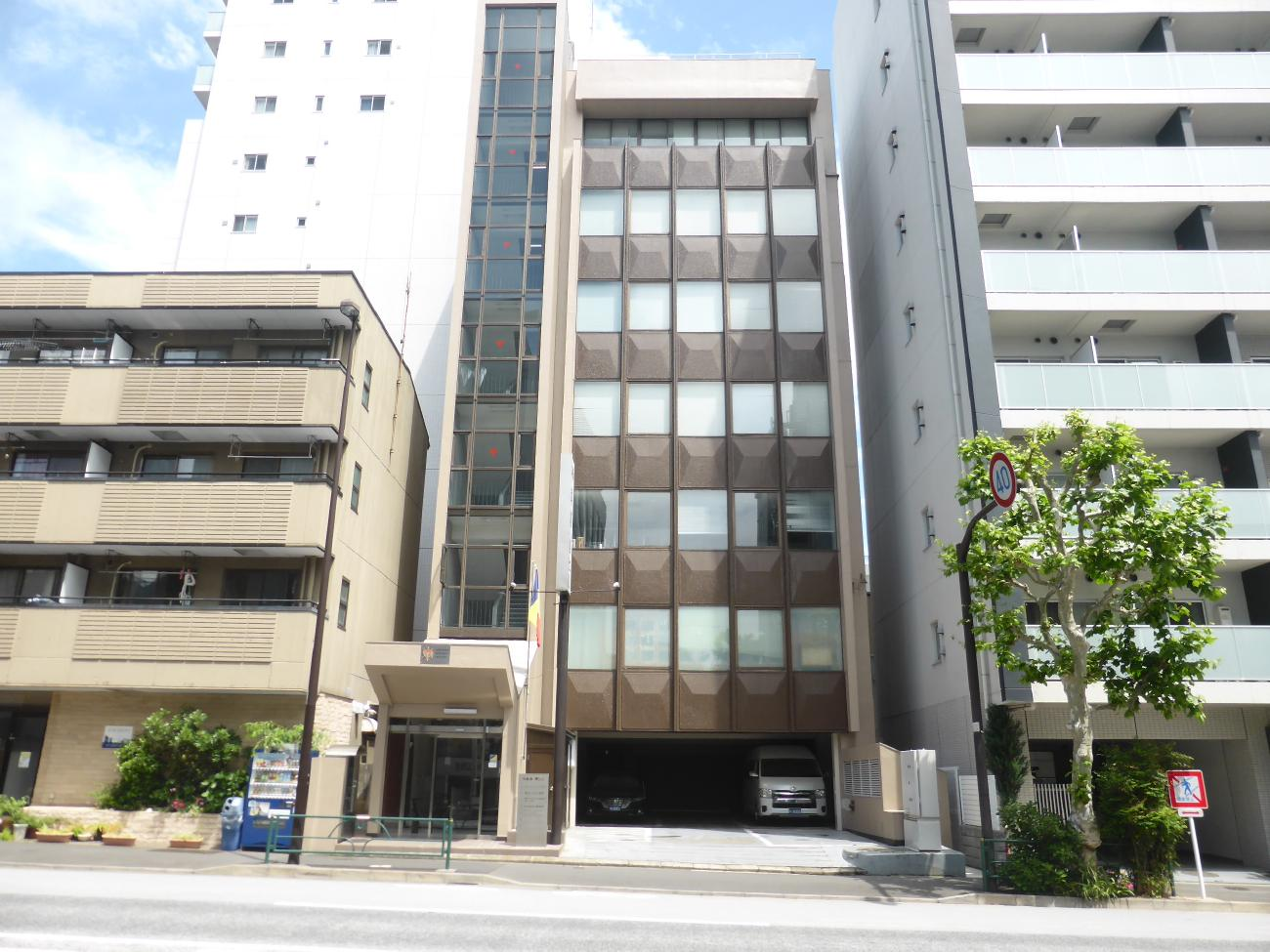
Ambassade à Tokyo.
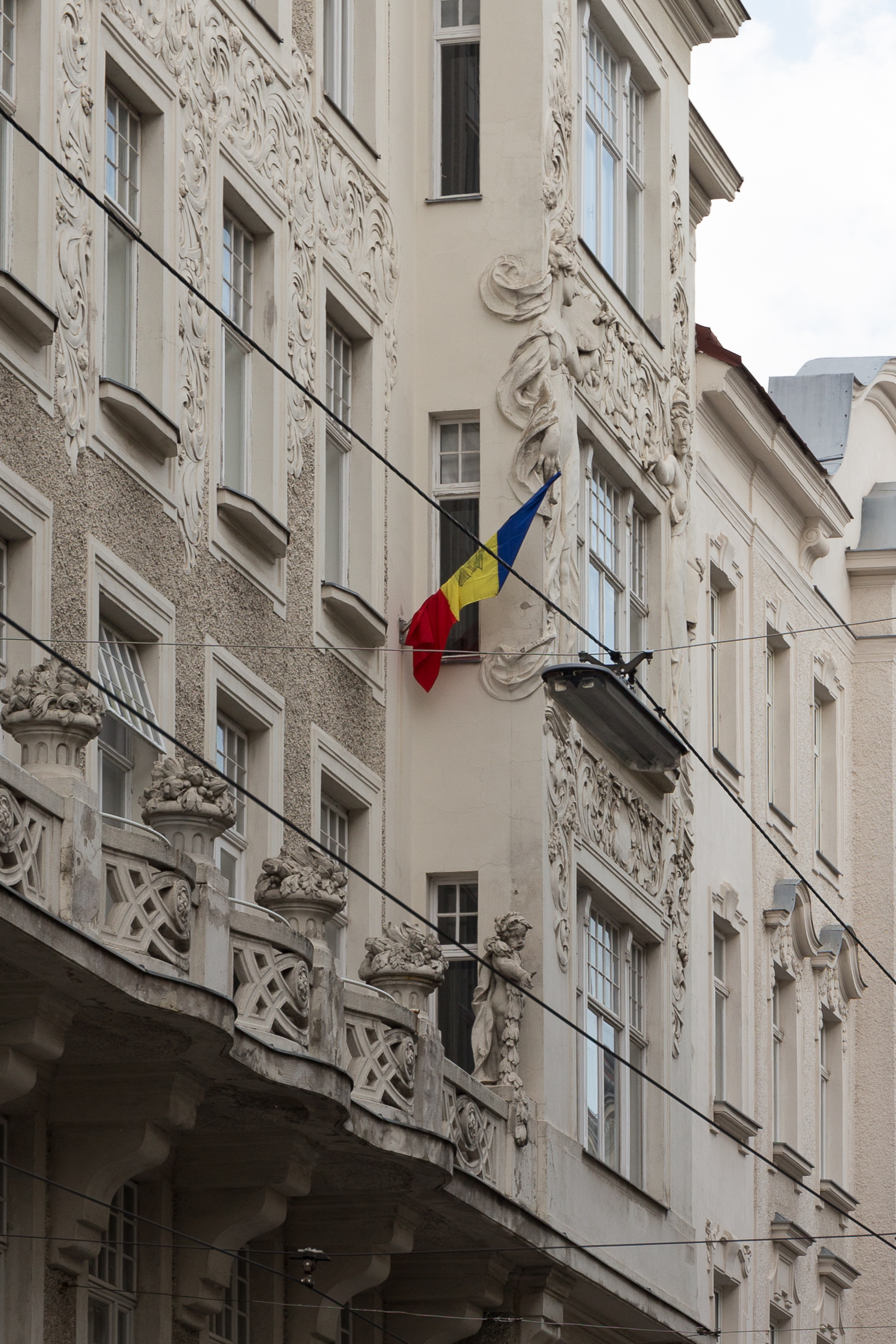
Ambassade à Vienne.
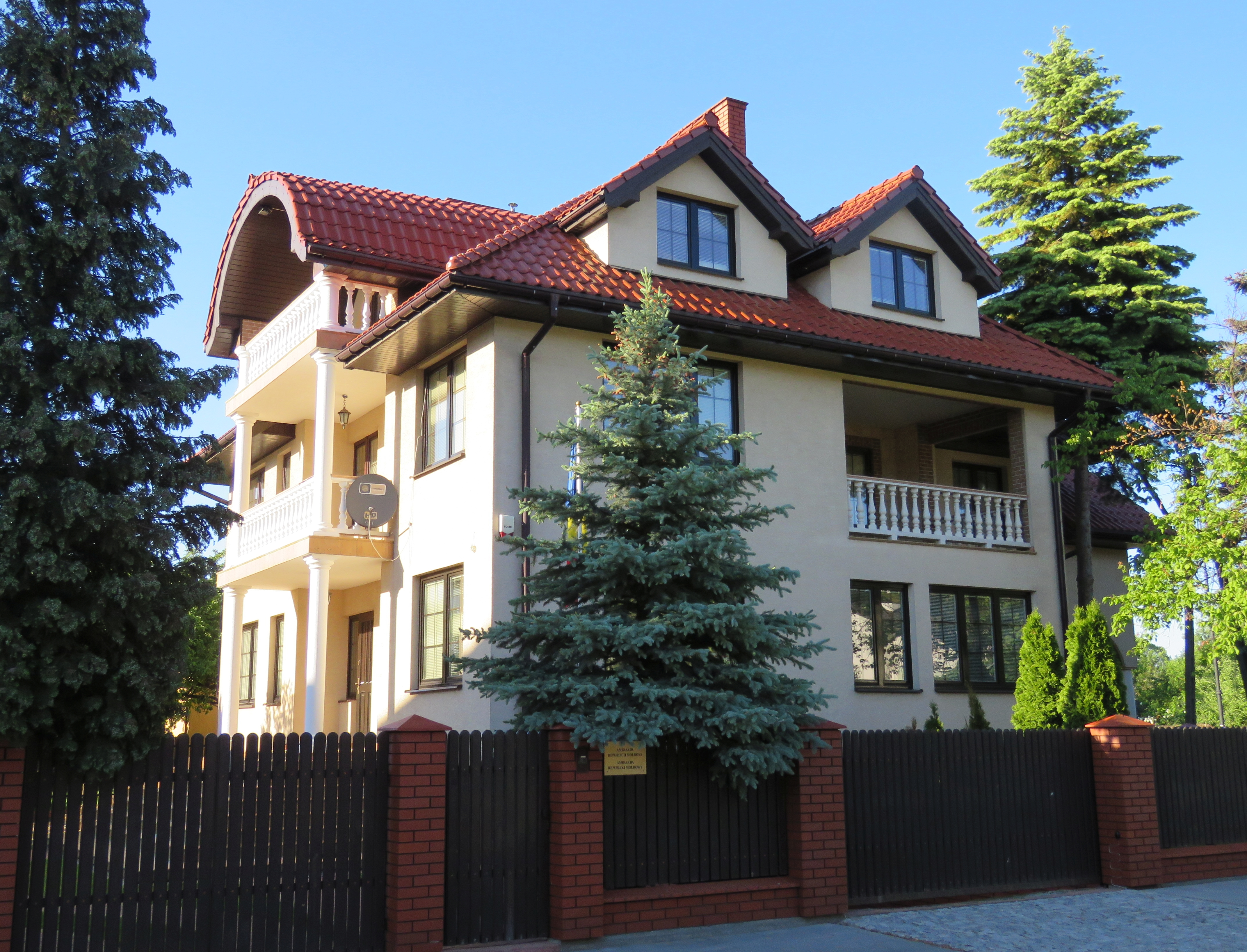
Ambassade à Varsovie.
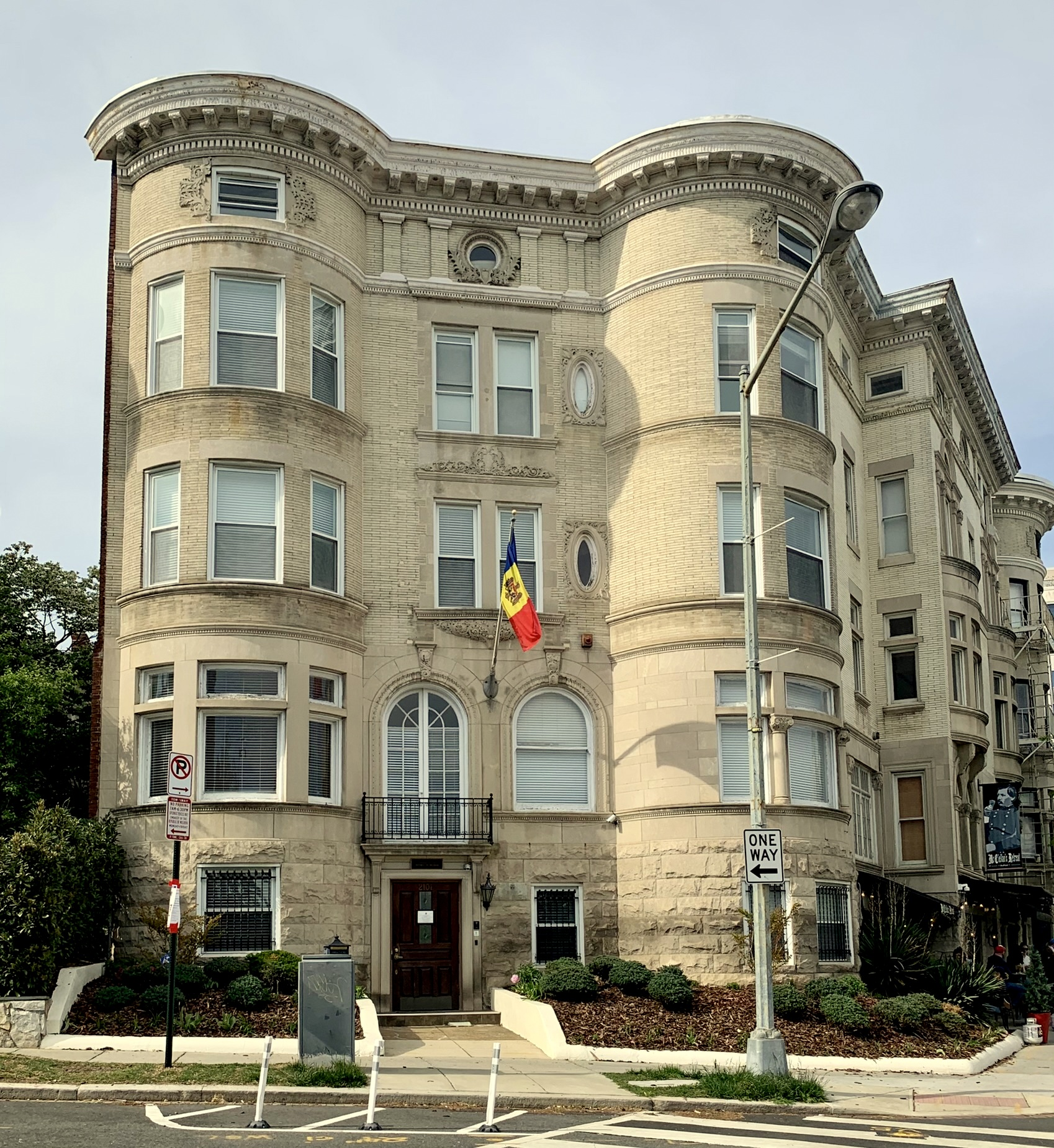
Ambassade à Washington.
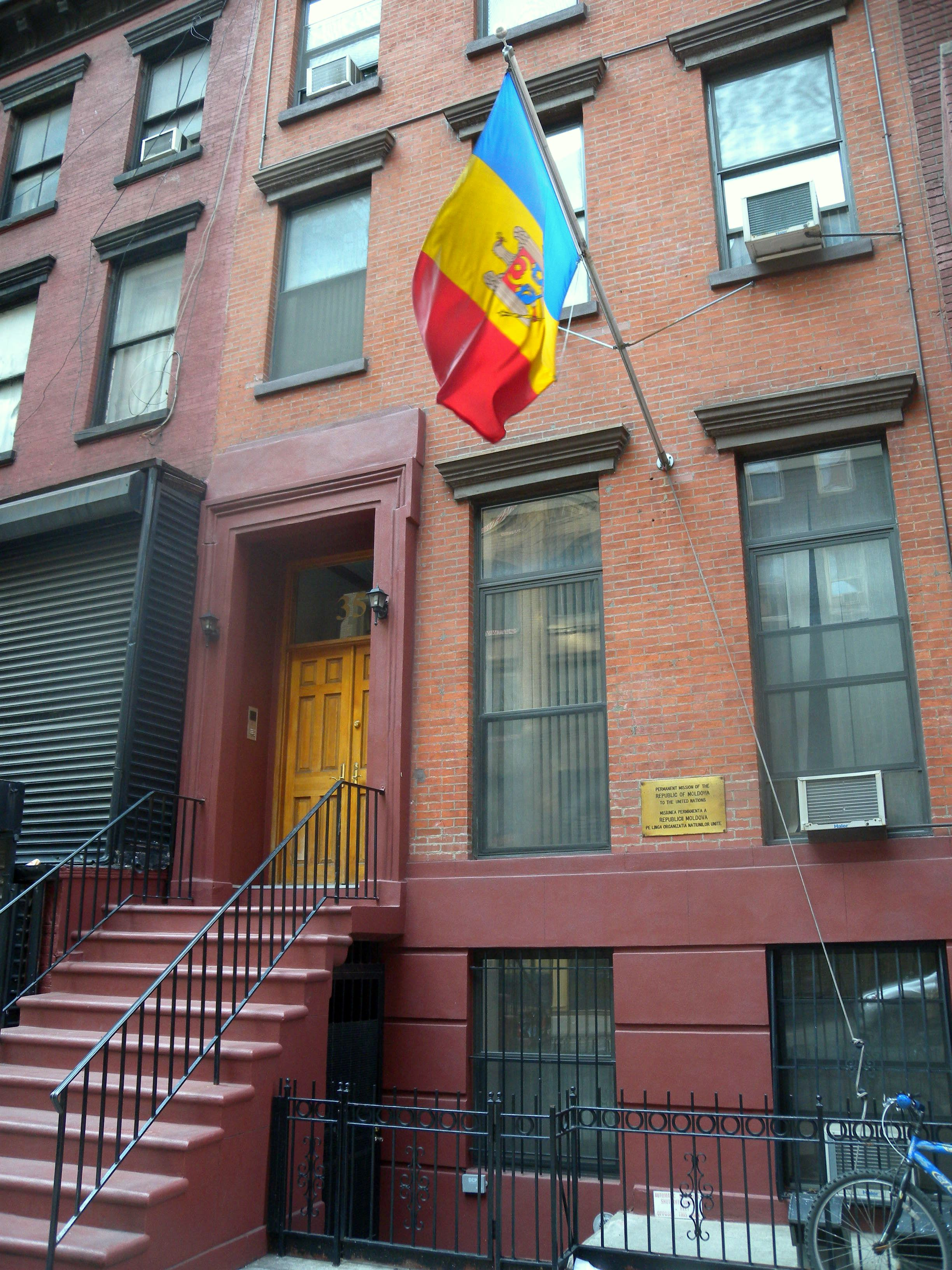
Mission permanente auprès de l'ONU à New York.